# Henk van Leunen
Henk van Leunen (Deurne, 11 juni 1938 – Bakel, 15 maart 2015) was een Nederlandse voetballer.

## Loopbaan
Van Leunen debuteerde in 1956 in het eerste elftal van SV Deurne. In 1960 verruilde hij de derdeklasser voor eredivisionist VVV, maar kon daar de stap naar het eerste elftal niet maken. Een jaar later vertrok hij samen met ploeggenoot Leo van der Linden naar Helmondia '55 dat op zijn beurt Harrie Duda afstond aan VVV. Op 20 augustus 1961 maakte de linksbinnen zijn profdebuut namens Helmondia als basisspeler in een met 2-1 gewonnen thuiswedstrijd tegen UVS. Na afloop van het seizoen maakte Van Leunen de overstap naar PSV, waar zijn optredens beperkt bleven tot het tweede elftal. In 1963 vertrok hij naar amateurclub Bavos.
In datzelfde jaar nam hij samen met zijn latere vrouw een bruin café in Bakel over dat werd omgedoopt in  't Gammele Geval en drie generaties lang in familiehanden zou blijven tot 2023. Van Leunen overleed op 76-jarige leeftijd in 2015.

## Statistieken
| Seizoen         | Club            | Competitie      | Competitie | Competitie | Beker | Beker | Overige | Overige | Totaal | Totaal |
| Seizoen         | Club            | Competitie      | Wed.       | Dlp.       | Wed.  | Dlp.  | Wed.    | Dlp.    | Wed.   | Dlp.   |
| --------------- | --------------- | --------------- | ---------- | ---------- | ----- | ----- | ------- | ------- | ------ | ------ |
| 1960/61         | VVV             | Eredivisie      | 0          | 0          | 0     | 0     | –       | –       | 0      | 0      |
| 1961/62         | Helmondia '55   | Tweede divisie  | ??         | 0          | ?     | 0     | –       | –       | ??     | 0      |
| 1962/63         | PSV             | Eredivisie      | 0          | 0          | 0     | 0     | –       | –       | 0      | 0      |
| Carrière totaal | Carrière totaal | Carrière totaal | ??         | 0          | 0     | 0     | 0       | 0       | ??     | 0      |